# Trédias
Trédias (bret. Trediarn) – miejscowość i gmina we Francji, w regionie Bretania, w departamencie Côtes-d’Armor.
Według danych na rok 1990 gminę zamieszkiwało 478 osób, a gęstość zaludnienia wynosiła 43 osoby/km² (wśród 1269 gmin Bretanii Trédias plasuje się na 841. miejscu pod względem liczby ludności, natomiast pod względem powierzchni na miejscu 799.).